# Герб Міжгірського району
Герб Міжгі́рського райо́ну — офіційний символ Міжгірського району Закарпатської області, затверджений рішенням сесії районної ради 28 вересня 2000 року.

## Опис
До герба введено сім зображальних елементів-символів. Фігурна площина герба поділена і об'єднана силуетом золотого візантійського хреста, на тлі якого зверху розміщена дерев'яна церква. У верхній частині фігурної площини знаходяться два елементи — символи, які відтворюють мінеральні джерела (ліворуч), праворуч зображено два листка липи і смереку. У нижній частині з лівого боку зображено оленя, який символізує багатства флори і фауни Верховини. У правій частині гербової площини розміщений розгорнутий паперовий сувій і гусяче перо. Сьомий елемент — символ, що уособлює Синевирське озеро.
Під гербом на синій стрічці вміщено напис золотими літерами у два рядки українською та угорською мовами: «Міжгірський район. Mizhgirian region».